# Beatriz de Bobadilla, marchesa di Moya

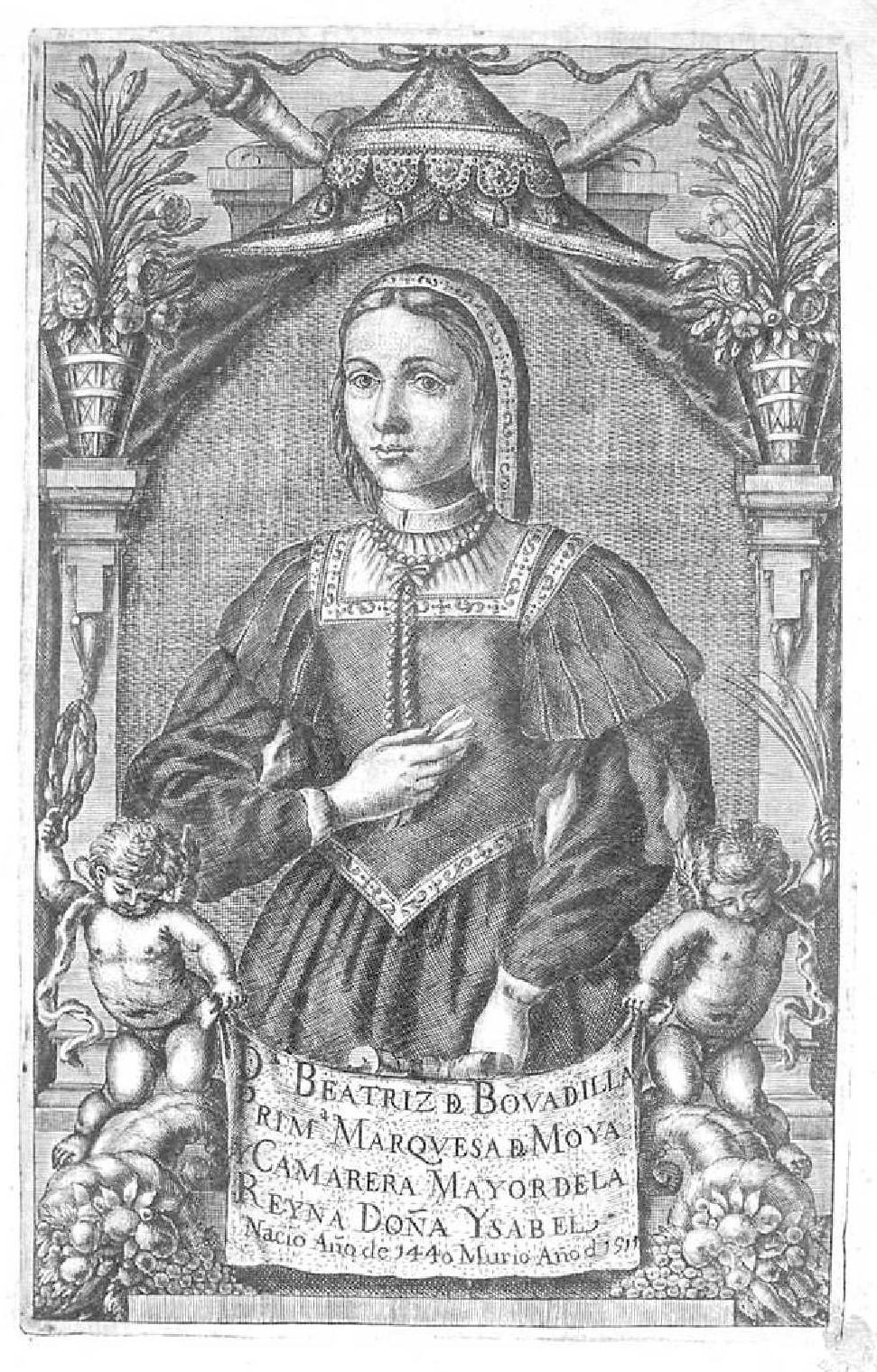
Ritratto di Beatriz de Bobadilla di Diego de Obregón. Illustrazione del lavoro di Francisco Pinel y Monroy, Ritratto del buon vassallo, Madrid, 1677, Biblioteca nazionale di Spagna.

Beatriz de Bobadilla (Medina del Campo, 1440 – Madrid, 17 gennaio 1511) è stata una nobile spagnola, marchesa de Moya, consigliera e persona molto vicina alla regina Isabella di Castiglia durante tutto il suo regno.

## Biografia
Era la figlia di Pedro de Bobadilla e Beatriz de Corral. Era l'amica d'infanzia al servizio della futura regina Isabella. È stato ipotizzato che il contatto tra le due sia iniziato quando l'infanta viveva ancora ad Arévalo e il padre di Beatriz era il guardiano della fortezza, sebbene non siano state trovate prove documentarie, sebbene Alfonso de Palencia faccia qualche riferimento ad esso nel suo Crónica de Enrique IV. Sposò Andrés de Cabrera, un personaggio di spicco nella corte di Enrico IV, di cui era stato un cameriere anziano, con il quale ebbe nove figli. Nel 1480, la regina Isabella concesse sia il marquesado de Moya che il nuovo maniero di Chinchón, che occupava gran parte del sud-est dell'attuale comunità di Madrid. La sua presenza nella corte era costante, raggiungendo una grande influenza in essa. Durante la guerra di Granada, nell'assedio di Baza, fu attaccata a coltellate da un nemico che la confuse con la regina, senza essere ferita, perché i tagli del coltello non le perforavano i vestiti.
Sua nipote era Beatriz de Bobadilla y Ulloa, governante di La Gomera.
Come promemoria, la concessione della signoria di Chinchón supponeva che 1 200 abitanti, con nome, cognomi e mestieri, passassero dall'essere uomini liberi a servi della gleba, qualcosa che lei aveva giurato di non fare e di quello che alla fine dei suoi giorni la regina Isabella sembrava essersi pentita, raccogliendo nel suo testamento che le cose e le libertà fossero restaurate all'inizio, qualcosa che non fu mai fatto.
Dopo la morte di Isabella la Cattolica e la partenza di Ferdinando II in Aragona, lasciarono la corte e diedero la fortezza al Signore di Belmonte, al servizio di Filippo il Bello. E, anche se Ferdinando era tornato come reggente, non tornarono a causa della loro età avanzata. Morì a Villa de Madrid, all'età di 70 anni, qualcosa di considerevole in quel momento.
Le sue spoglie si trovano nella chiesa-pantheon dei marchesi di Moya di Carboneras de Guadazaón, insieme a quelle del marito Andrés Cabrera. L'edificio è di proprietà privata ed è in rovina.

## Discendenza
Il matrimonio composto da Andrés e Beatriz ebbe i seguenti figli:
- Juan Perez de Cabrera e Bobadilla, II marchese di Moya, sposato con Ana de Mendoza, figlia di Diego Hurtado de Mendoza, I duca dell'Infantado;
- Fernando de Cabrera e Bobadilla, io conto di Chinchón, sposato con Teresa de la Cueva e Toledo, figlia di Francisco Fernandez de la Cueva, II duca di Alburquerque, uno dei suoi figli Andrés de Cabrera-Bobadilla y de la Cueva;
- Francisco de Cabrera y Bobadilla, vescovo di Ciudad Rodrigo e Salamanca;
- Diego de Cabrera e Bobadilla, cavaliere dell'Ordine di Calatrava, comandante di Villarrubia e Zurita, e infine monaco del monastero di Santo Domingo di Talavera de la Reina (Toledo);
- Pedro de Cabrera y Bobadilla, cavaliere dell'Ordine di Santiago, primo religioso domenicano e poi militare;
- María de Cabrera y Bobadilla, sposata con Pedro Fernández Manrique y Vivero, II conte di Osorno;
- Juana de Cabrera y Bobadilla, sposata con García Fernández Manrique, III conte di Osorno;
- Isabel de Cabrera y Bobadilla, sposata con Diego Hurtado de Mendoza e Silva, I marchese de Cañete;
- Beatriz de Cabrera y Bobadilla, sposato con Bernardino de Lazcano, III signore di Lazkao.

## Nella cultura di massa

### Televisione
- Isabel (serie televisiva) (2012), interpretata da Ainhoa Santamaría.